# 扎希尔·欧麦尔
扎希尔·欧麦尔·扎伊达尼（阿拉伯语：‎ Ẓāhir āl-ʿUmar az-Zaydānī；1689年或1690年－1775年8月21日），又译为扎希尔·奥马尔，18世纪阿拉伯政治人物，为18世纪中叶奥斯曼帝国所属之巴勒斯坦北部地区的实际统治者。其经过一系列军事扩张，一度统治巴勒斯坦大部、黎巴嫩南部及叙利亚西部海岸，挑战奥斯曼帝国在当地的统治。
1775年，扎希尔的军队不敌南下镇压的土军，他本人也因而阵亡。他被视为巴勒斯坦独立运动的重要领袖和先驱，被巴勒斯坦人尊为民族英雄。

## 生平
扎希尔于1689年或1690年出生于加利利中部的城镇阿拉巴，属贝都因部族扎伊达尼部族，父亲奥马尔是采法特的桑贾克贝伊，即地区酋长。扎希尔在西弗利亚长大，1737年即位采法特地区酋长，先后将提比里亞、加利利、纳布卢斯和拿撒勒等地纳入统治。1746年，以阿卡为首府，在当地设立城防，并使之成为巴勒斯坦与欧洲间重要的棉花贸易中心。扎希尔通过垄断棉花及橄榄油贸易，积累大量财富。他建立了高效的行政制度，所辖地区长期安定，亦因其成功的税收政策和战场声威而受到平民爱戴。此外，扎希尔在宗教方面较为宽容，允许基督徒和犹太人前来移民定居；移民也令其统治地区的经济显著繁荣。1761年，扎希尔·欧麦尔另选新址重建海法港，是为今日海法城之前身。1768年，奥斯曼帝国将他封为“阿克的谢赫，拿撒勒、提比里亚、采法特的埃米尔，全加利利的谢赫”。
1771年起，扎希尔同埃及的马木留克统治者阿里贝伊结盟，出兵北上，以期控制大马士革。当时恰逢第五次俄土战争期间，扎希尔联系俄国海军，在后者支援下扩张其领地，极盛时，从西顿到雅法、从采法特至外约旦皆为其领地，统治着除纳布卢斯和耶路撒冷以外巴勒斯坦全境的土地，势力更延伸到南黎巴嫩山区，及从加沙到贝鲁特的叙利亚海岸。1774年，俄土议和，高门着手取缔地方自治领袖，于是出兵同扎希尔交战。1775年5月，首府阿卡被围困，扎希尔逃往西顿，西顿陷落后，扎希尔又逃往黎巴嫩南部的阿米尔山区（Jabal Amil），寻求当地什叶派统治者的庇护，尔后又返回阿卡。8月，阿卡陷落，扎希尔颈部中弹身亡，头颅被运到伊斯坦布尔献给素丹。扎希尔的子嗣继续抵抗至1776年，被土军悉数处决或杀害。

## 后世评价
法国东方学家沃尔内伯爵在为扎希尔立传时，总结了扎希尔的三大败因：内部缺乏纪律和原则、过早放权予子嗣，以及其顾问易卜拉欣·萨巴格的贪婪；第三点最为致命。
现代巴勒斯坦将扎希尔视为民族英雄和独立先驱。1966年，巴勒斯坦解放组织的官方电台巴勒斯坦之声曾播报扎希尔生平事迹，将他誉为巴勒斯坦反抗土耳其帝国主义的民族英雄。历史学家穆拉德·穆斯塔法·达巴格在其包含数卷的巴勒斯坦历史著作中，将扎希尔誉为“18世纪最伟大的巴勒斯坦人”。阿拉伯民族主义者亦将他视为阿拉伯人反抗外族统治、争取民族解放的先驱。